# 惠州南站
惠州南站，工程名为惠城南站，是中国广东省惠州市惠城区三栋镇的高速铁路车站，位于广汕铁路上，于2023年9月26日启用。该站建成后，乘坐厦门方向高速铁路列车的惠城区民众可就近利用该站出行，而无需取道厦深铁路的惠阳站。

## 沿革
本站的兴建计划最早出现在广州市公共资源交易中心于2016年5月19日发布的《广州至汕尾客运专线地质勘察监理招标公告》上。在该份招标公告上，本站为广汕铁路在惠州设立的四个中途站之一。对于该站的选址，时任中国共产党惠州市三栋镇委员会书记颜明光在同年6月21日接受传媒采访时，指该站会设置在惠州奥林匹克体育场东南面。9月9日，惠州市人民政府发布《惠州构建现代公共交通城市发展建设规划（2015-2030年）》公示稿，本站在该份规划中成为惠州市的五个综合枢纽之一。14日，深圳市人民政府与广铁集团签署合作框架协议，该协议包含建设往来本站与深圳之间的城际铁路线。同月，在惠州、深圳两地交通部门编制的《深惠城际轨道惠州段交通规划》中，本站成为深惠城际轨道交通中途站及预留惠州机场支线的起讫站，同时亦被明确为惠州轨道交通1号线的中途站。
2017年3月11日，中铁第四勘察设计院发布《新建铁路广州至汕尾客运专线环评第二次公示（补充公示）》，基本确定本站会被设于三栋镇以北区域。4月初，中国铁路经济规划研究院发布征集公告，征集包括本站在内的广汕铁路新建车站设计方案。6月底，惠州、深圳两市有关部门披露了预留远期自深圳坪山站至本站的高铁线路接入条件，及依托深惠城际轨道交通开行仲恺城际站经本站至惠州平潭机场的城际轨道交通路线的计划。2018年5月16日，时任中国共产党惠州市三栋镇委员会书记田勇辉在接受传媒采访时指该站的征地工作已启动。7月3日，惠州市住房和城乡规划建设局发布《惠州市区综合交通规划（2018-2035）》（草案），指本站除预留前往深圳坪山站的铁路通道外，还预留前往河源的铁路通道。2019年7月22日，惠州市公共资源交易中心发布招标公告，明确惠城南站综合交通枢纽配套工程分三期建设，并对各期工程可研、勘察设计及专题研究工程进行招标。
2020年8月4日，国家发展和改革委员会批复了《粤港澳大湾区城际铁路建设规划》，该份规划明确本站为深惠城际铁路近期修筑路段的惠州端起讫站。国铁集团、广东省人民政府以铁鉴函[2020]313号文件批复了《关于新建广州（新塘）至汕尾铁路惠城南等5站站房及相关工程修改初步设计》，本次修改设计将此前本站在初步设计中，从可行性研究的4台10线调整为3台7线的站场规模，再度缩小为2台6线。
2021年4月25日，惠州市港口航空铁路事务中心公示了《惠州市部分轨道站名命名变更方案》，将位于惠阳的原惠州南站更名为“惠阳站”，由本站继承“惠州南站”的站名。
本站已于2023年8月基本完成车站主体工程并挂牌。2023年9月26日，本站随广汕高铁开通而正式启用。

## 车站结构

### 站房
本站为广汕铁路沿线第二大新建车站，亦是该铁路线在惠州境内最大的车站。站房主体建筑以“重檐叠瓦、麟纹荡漾”为主题设计，屋盖由26个钢结构单元块矩阵排列组合而成，展现岭南古村落的古韵风情，是国内少有采用倒置单元结构形式施工的站房。站房设有主体两层、局部四层，总建筑面积为29,997平方（322,890平方英尺），最高聚集人数1,500人，采用线侧下式站房。
车站楼层
| 3F  | 站台层       | 1-2站台（汕头方向）、3-4站台（新塘方向）                         |
| 3F  | 商业         | 预留商业用房                                                     |
| 2F  | 进站口       | 候车室、综合服务台、母婴室、卫生间、爱心候车区、商铺、商务候车区 |
| 1F  | 进站口       | 候车室                                                           |
| 1F  | 售票处       | 旅客服务中心                                                     |
| 1F  | 出站口       | 出站口、补票处、卫生间、便捷换乘                                 |
| 1F  | 站前广场     | 卫生间、派出所                                                   |
| B1F | 综合交通枢纽 | 公交站、出租车、P5、P6停车场、网约车上客区                       |
| B2F | 停车场       | P1、P2停车场                                                     |
| B3F | 停车场       | P3、P4停车场                                                     |

### 站台及配线
车场规模2台6线，含2条正线。设450m×12m×1.25m岛式站台2座，8.0米宽旅客进、出站地道2座。
| 4站台    | 甬广高铁列车 新塘方向（下站：博罗）0 |
| 岛式站台 |                                      |
| 3站台    | 甬广高铁列车 新塘方向（下站：博罗）0 |
| Ⅱ道      | 甬广高铁 下行正线                    |
| Ⅰ道      | 甬广高铁 上行正线                    |
| 2站台    | 甬广高铁列车 汕头方向（下站：惠东）0 |
| 岛式站台 |                                      |
| 1站台    | 甬广高铁列车 汕头方向（下站：惠东）0 |
| 站房     | 售票处、候车区、进站口、出站口       |

## 图集

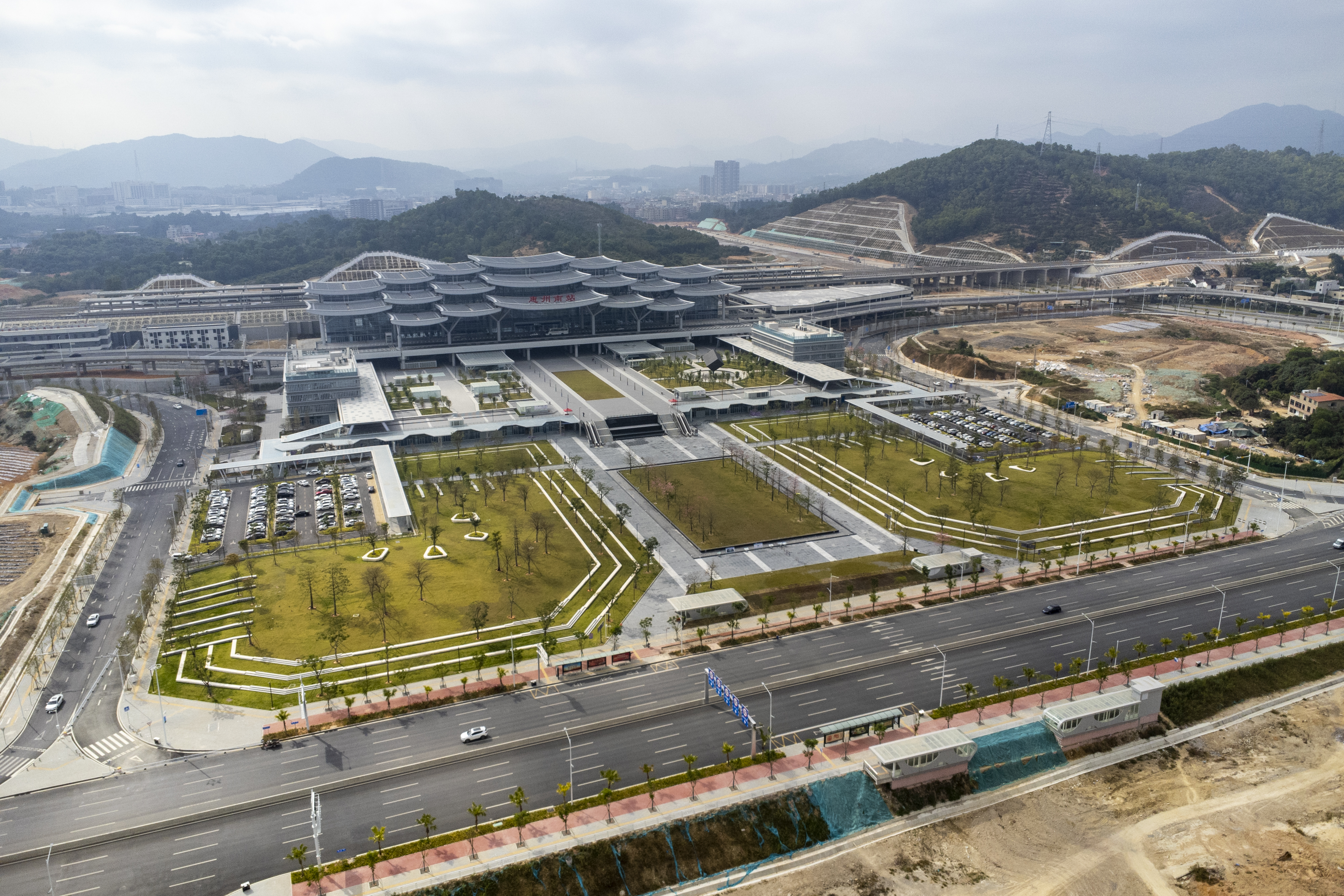
俯视车站及站前广场
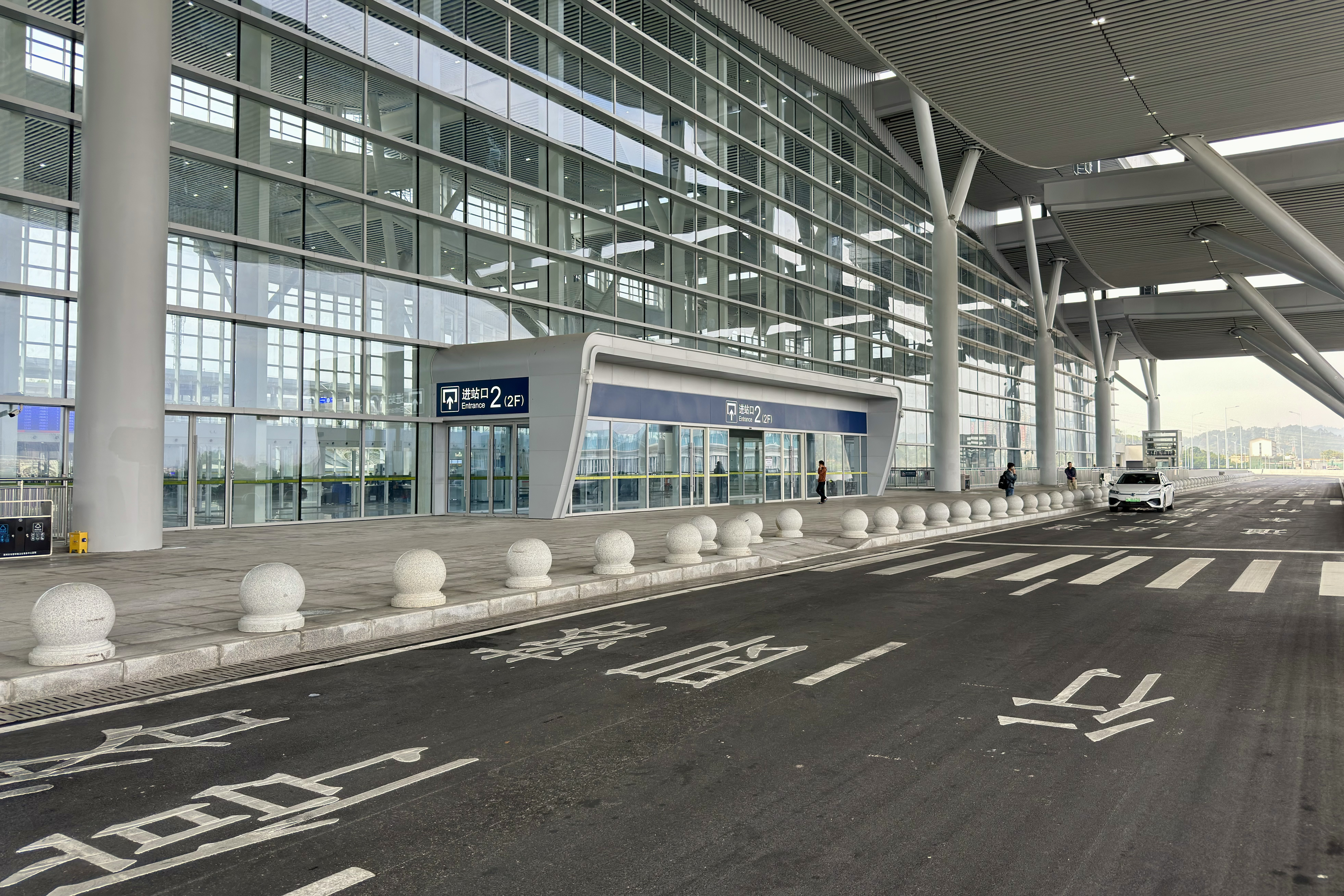
2进站口
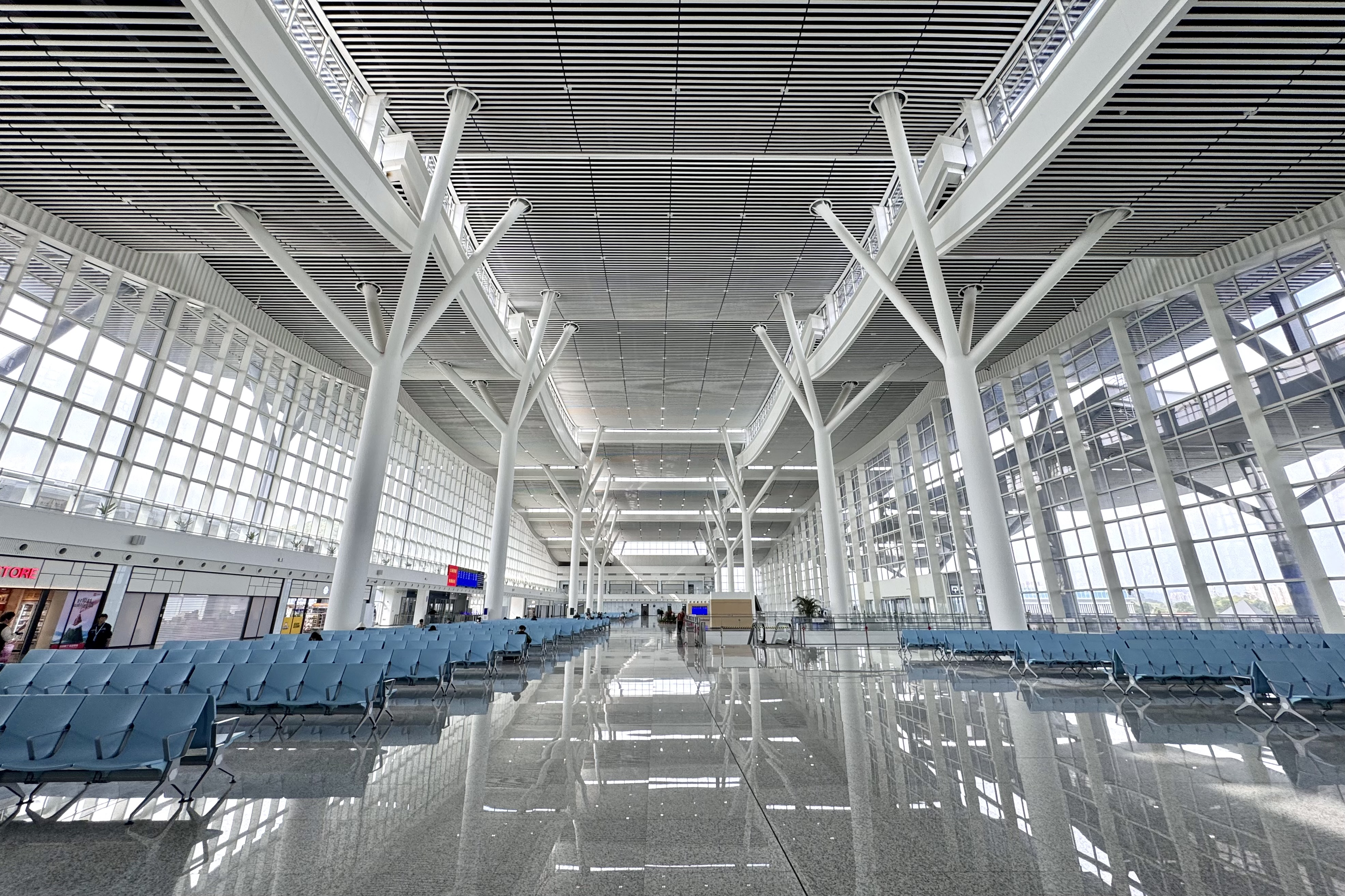
二层站厅
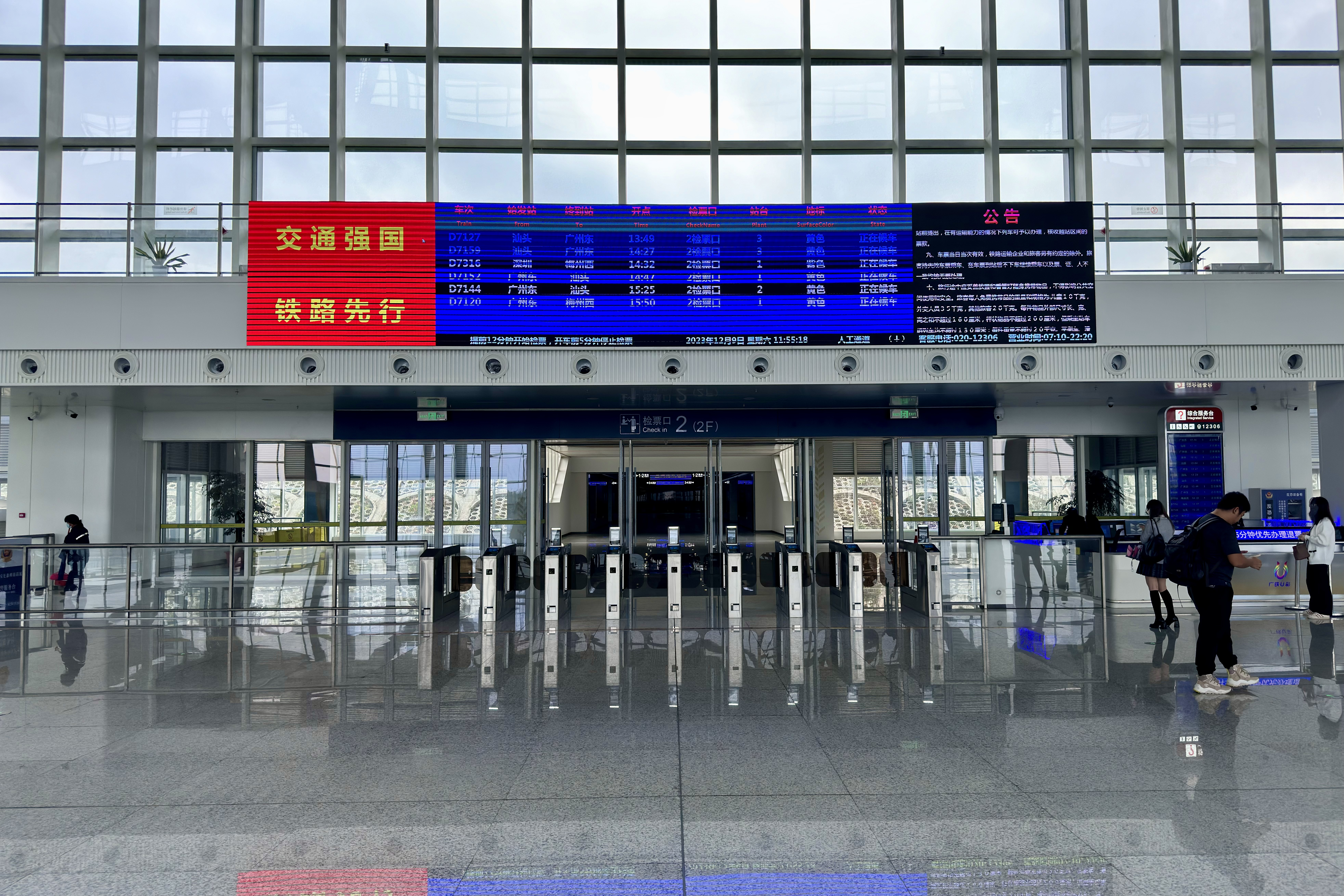
二层检票口
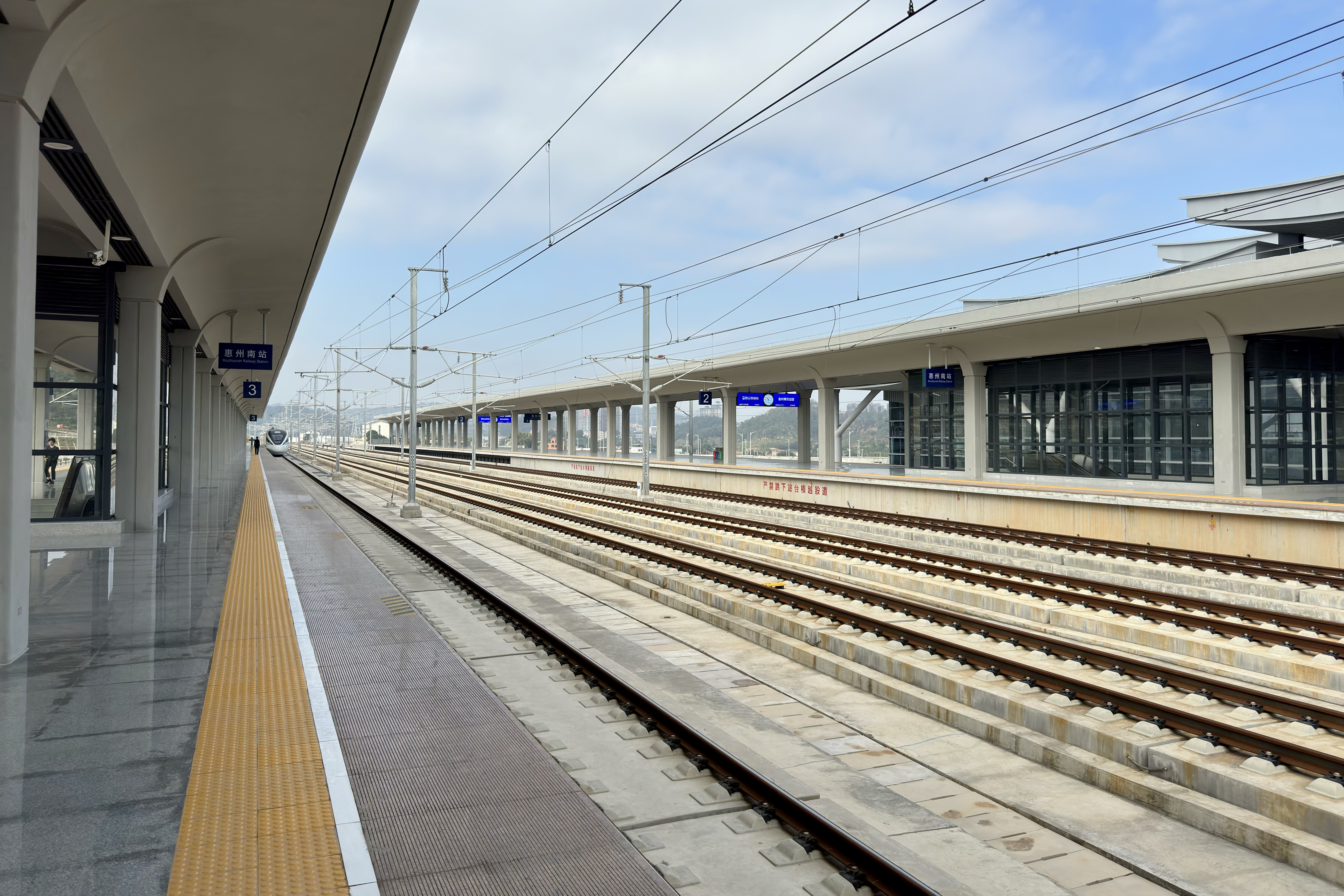
3站台

## 利用状况
该站的设置引发了部分市民的质疑，有观点指该站的建设既增加了工程建设成本，又对往来广汕铁路与赣深客运专线的乘客造成不便。对此，惠州市住房和城乡建设局在回应中指出，该站会被规划为惠州市中心南部片区的重要轨道交通枢纽，并服务惠州市“一城三组团”及南向发展需要。有业内人士就此接受《南方都市报》采访时，指设立本站及建设广汕铁路与赣深客运专线之间的联络线“已成定局，不可能再更改”。
截至2024年6月15日全国铁路季度调图，惠州南站共开行82趟列车。

## 接驳交通
| 巴士 \| 编号 \| 编号 \| 线路 \| 线路 \| 线路 \| 收费 \| 运营商 \| 备注 \| \| ---- \| --------- \| ------------ \| ---- \| ------------ \| ----- \| -------- \| -------------- \| \| \| 惠大快线C \| 惠州南高铁站 \| 直 ⇆ \| 大亚湾体育馆 \| 10元 \| 惠南公交 \| 经惠大高速公路 \| \| \| 301仲恺 \| 沥林汽车站 \| ⇆ \| 惠南科技园 \| 2–8元 \| 金通巴士 \| \| \| \| K3 \| 惠阳高铁站 \| ⇆ \| 汽车总站 \| 2–9元 \| 惠南公交 \| 经惠澳大道 \| \| \| K6 \| 惠阳高级中学 \| ⇆ \| 惠阳汽车总站 \| 2–7元 \| 惠南公交 \| 原 222 \| \| \| 54 \| 惠州南高铁站 \| ⇆ \| 惠州北高铁站 \| 2–7元 \| 交投九分 \| \| \| \| 55 \| 惠州南高铁站 \| ⇆ \| 惠州中学 \| 2元 \| 交投九分 \| \| \| \| 218快 \| 惠南科技园 \| ⇆ \| 火车站 \| 2元 \| 金通公交 \| \| |           |              |      |              |       |          |                |
| 编号 | 编号      | 线路         | 线路 | 线路         | 收费  | 运营商   | 备注           |
| | 惠大快线C | 惠州南高铁站 | 直 ⇆ | 大亚湾体育馆 | 10元  | 惠南公交 | 经惠大高速公路 |
| | 301仲恺   | 沥林汽车站   | ⇆    | 惠南科技园   | 2–8元 | 金通巴士 |                |
| | K3        | 惠阳高铁站   | ⇆    | 汽车总站     | 2–9元 | 惠南公交 | 经惠澳大道     |
| | K6        | 惠阳高级中学 | ⇆    | 惠阳汽车总站 | 2–7元 | 惠南公交 | 原 222         |
| | 54        | 惠州南高铁站 | ⇆    | 惠州北高铁站 | 2–7元 | 交投九分 |                |
| | 55        | 惠州南高铁站 | ⇆    | 惠州中学     | 2元   | 交投九分 |                |
| | 218快     | 惠南科技园   | ⇆    | 火车站       | 2元   | 金通公交 |                |